# Pieve di San Pietro ad Mensulas
La pieve di San Pietro ad Mensulas è un luogo di culto cattolico che si trova a Pieve di Sinalunga, in provincia di Siena e diocesi di Montepulciano-Chiusi-Pienza.

## Architettura
La costruzione si presenta con l'impianto basilicale d'età romanica, con le navate divise da pilastri quadrangolari e la copertura lignea, ma oggi una scarsella quadrilatera sostituisce l'abside originale della quale è ancora visibile l'arco interno d'imposta.
La facciata è stata oggetto di un ampio intervento ottocentesco. Nella navata sinistra è un affresco raffigurante la Madonna col Bambino e due santi di artista senese del tardo Quattrocento, mentre nel coro è un'Annunciazione dipinta su due tele separate.
Da segnalare un'altra tela di artista senese, datata 1634 e raffigurante la Consegna delle chiavi a san Pietro.

## Opere
- Madonna col Bambino e due santi di artista senese (tardo Quattrocento) (navata di sinistra).
- Annunciazione, dipinta su due tele separate (situata nel coro).
- Consegna delle chiavi a San Pietro di artista senese, tela (1634).

## Galleria d'immagini

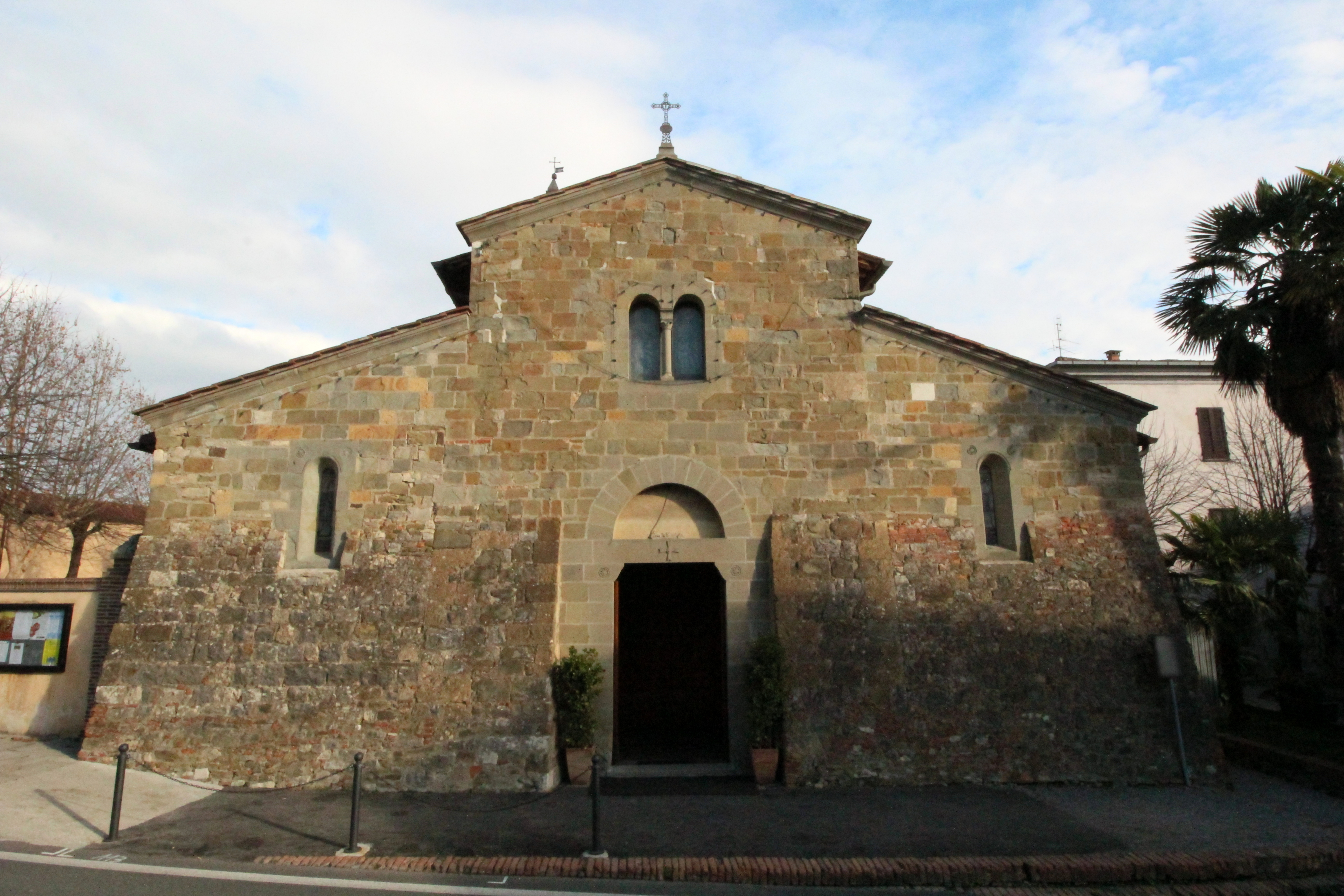
Facciata
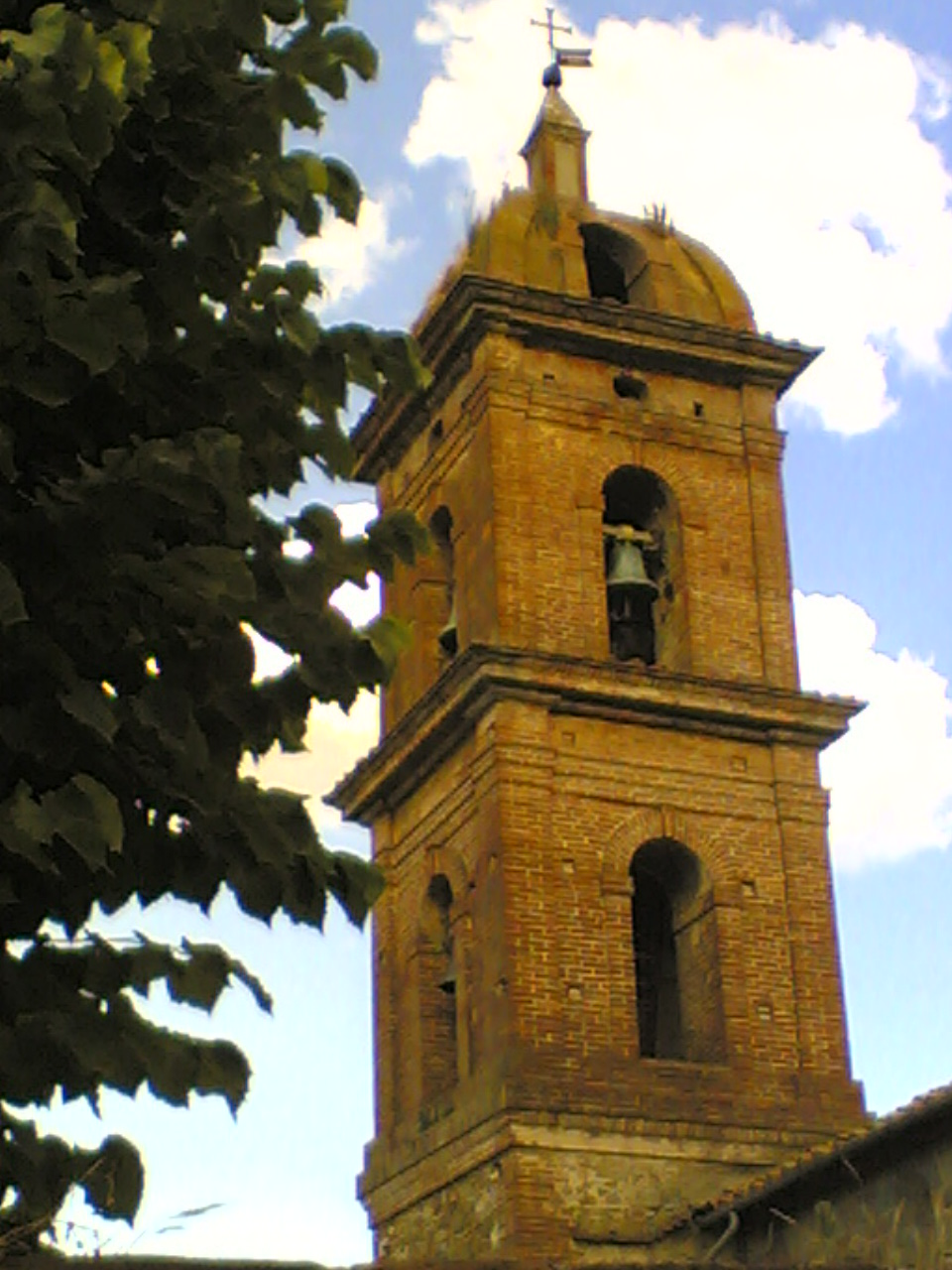
Campanile
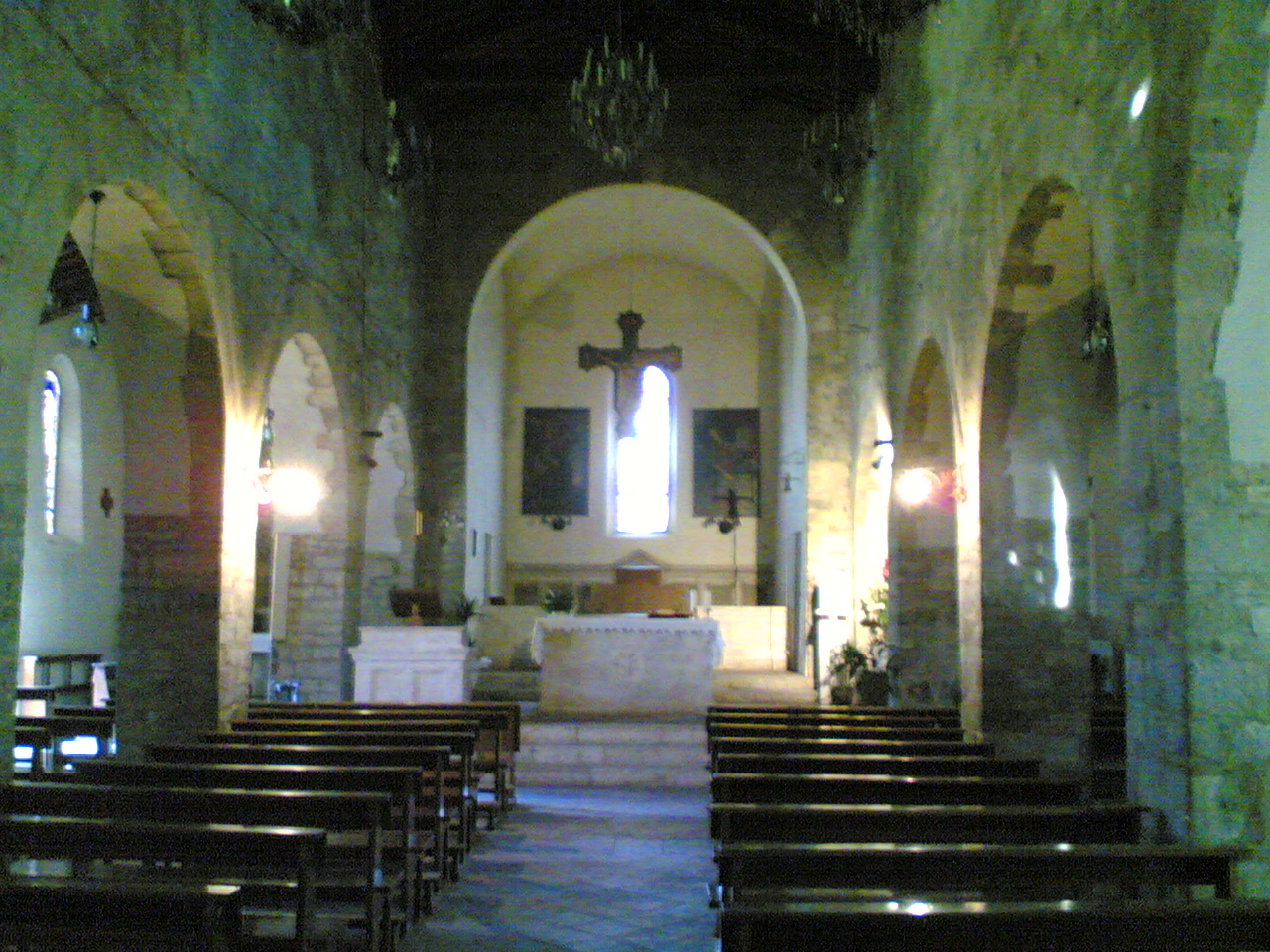
Interno
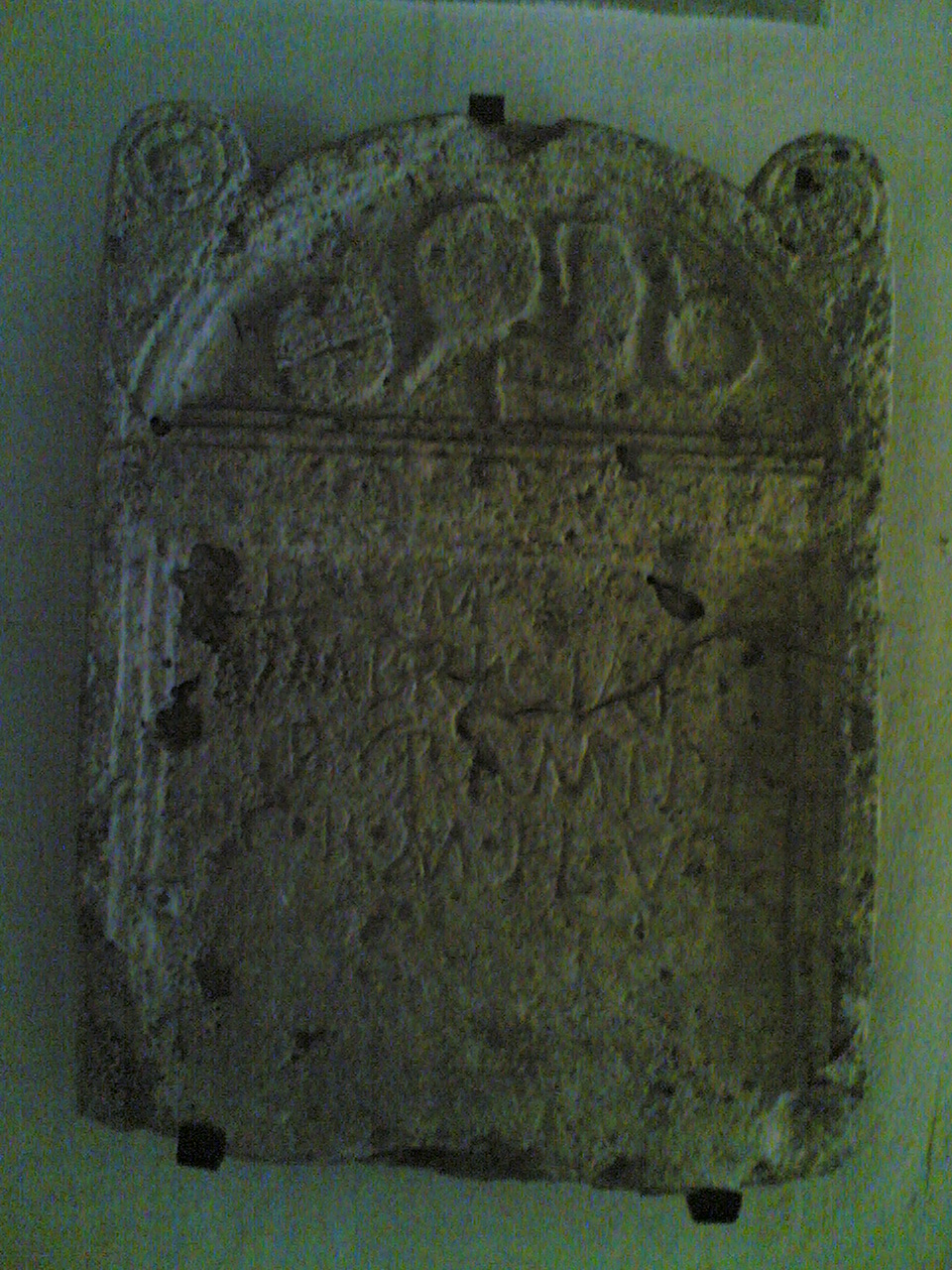
Antica lapide funeraria